# Noccaea yunnanensis
Noccaea yunnanensis là một loài thực vật có hoa trong họ Cải. Loài này được (Franch.) Al-Shehbaz mô tả khoa học đầu tiên năm 2002.